# Quaqtaq
Quaqtaq (in lingua inuktitut: ᖁᐊᖅᑕᖅ) è un villaggio inuit del Canada, situato nella provincia del Québec, nella regione di Nord-du-Québec.